# Villores
Villores település Spanyolországban, Castellón tartományban. Villores Forcall és Morella községekkel határos. Lakosainak száma 53 fő (2024).

## Népesség
A település népessége az elmúlt években az alábbi módon változott:
| Lakosok száma | 120  | 97   | 72   | 65   | 54   | 51   | 43   | 42   | 42   | 53   |
|               | 1646 | 1990 | 1996 | 2002 | 2006 | 2009 | 2013 | 2017 | 2020 | 2024 |